# NGC 4249
NGC 4249 (również PGC 39481) – galaktyka soczewkowata (S0), znajdująca się w gwiazdozbiorze Panny. Odkrył ją Albert Marth 26 maja 1864 roku.